# Плати и носи
Плати и носи (енгл. Cash and carry) је била политика америчког председника Френклина Рузвелта објављена на специјалном заседању Конгреса САД 21. септембра 1939, након избијања Другог светског рата у Европи. Закон је заменио Закон о неутралности из 1937, по коме су зараћене стране могли да купују не-војну робу од САД само ако купци плате одмах у готовини и преузму све ризике у транспорту користећи своје бродове. Ревизија плати и носи је дозволила куповину оружја зараћеним странама на истој плати-па-носи основи. Политика је тако скројена да привидно не фаворизује отворено ниједну страну, мада је било познато да Нацистичка Немачка није имала јаку морнарицу као Уједињено Краљевство и Француска способно да заштити своје трговачке бродове.
Закон је првобитно у Конгресу представио демократски сенатор Кеј Питман раније током године. Закон су у Сенату и Представничком дому више пута одбијали изолационисти из страха да би усвајање закона увукло САД у сукоб у Европи. Међутим, председник Рузвелт је сматрао да је Европи потребна помоћ након што је Немачка напала Пољску у септембру 1939. Закон је усвојен крајем октобра, добио је одобрење од Представничког дома 4. новембра 1939. Рузвелт је истог дана потписао закон.
Циљ овог закона је била да се сачува неутралност између САД и европских земаља, док се помаже Великој Британији дозвољавајући јој да купује не-војну робу. Различити закон, као што су Закони о неутралности из 1935, 1396. и 1937. су забрањивали продају ратног материјала или давање кредита зараћеним државама под било којим условима. У то време, америчка привреда се поново опоравила након Велике Дрепесије, али је и даље постојала потреба за индустријским производним пословима. Програм плати и носи је помогао у решавању овог проблема, а заузврат је Велика Британија имала користи од купљене робе.
Овај програм је такође спречио америчке компаније да подрже успех или неуспех било које зараћене државе. Због закључка Најевог одбора, који је тврдио да је до учешћа Сједињених Држава у Првом светском рату дошло због приватних интереса произвођача оружја, многи Американци су веровали су да ће инвестирање у неку зараћену страну довести до америчког учешћа у рату.
Америчким компанијама које су имале трговачке бродове је забрањено да улазе у зоне сукоба, а амерички путници који су путовали на страним бродовима су чинили то на своју одговорност.
Закон плати и носи усвојен 1939. је окончао ембарго на трговину оружјем која је постојала од Закона о неутралности из 1936. Он је утабао пут за усвајање Закона о зајму и најму.